# Mutua Madrid Open 2013
Die Mutua Madrid Open 2013 war der Name eines Tennisturniers der WTA Tour 2013 für Damen sowie eines Tennisturniers der ATP World Tour 2013 für Herren,  und fand zeitgleich vom 3. bis 12. Mai 2013 in der Caja Mágica im spanischen Madrid statt.

## Herrenturnier
→ Qualifikation: Mutua Madrid Open 2013/Herren/Qualifikation

## Damenturnier
→ Qualifikation: Mutua Madrid Open 2013/Damen/Qualifikation